# HAZOP
 (décembre 2010).
Si vous disposez d'ouvrages ou d'articles de référence ou si vous connaissez des sites web de qualité traitant du thème abordé ici, merci de compléter l'article en donnant les références utiles à sa vérifiabilité et en les liant à la section « Notes et références ».
L'HAZOP, ou hazop (acronyme de l'anglais HAZard and OPerability analysis, « analyse de risques et de sécurité de fonctionnement ») est une méthode d'analyse des risques industriels créée et développée au sein de la société britannique Imperial Chemical Industries dans les années 1960 et 1970.
Son intérêt est l'identification et l'évaluation des situations pouvant représenter un risque pour le personnel ou les équipements, et le déploiement des moyens (procédés, équipements) de prévention adéquats.
La méthode HAZOP a été initialement développée pour analyser des systèmes de procédés chimiques. Elle a ensuite été étendue à d'autres types de systèmes industriels. Elle a aussi été transposée dans le cadre d'opérations complexes et de systèmes logiciels. 
Le terme HAZOP fut employé pour la première fois dans une publication officielle en 1983.
L'HAZOP est une méthode prépondérante dans l'analyse de la sécurité des industries de process (chimique, pharmaceutique, pétrolière..). Elle est presque indispensable pour l'examen de systèmes dont la sécurité de l'installation dépend en grande partie de la maîtrise des conditions opératoires (débit, pression, température...). Ces revues se basent sur une analyse systématique de la potentialité et des conséquences d'une dérive des paramètres du système. Les dérives potentielles sont produites par l'articulation de mots-clés caractérisant une situation inhabituel opératoire (comme « plus de », « moins de »…) et les paramètres opératoires du procédé. Les plans de circulation des fluides ou schémas PID (Piping and Instrumentation Diagram) transposent le fonctionnement du procédé. Il est composé de spécialistes capables d’identifier les causes, les conséquences des dérives, et d’évaluer si les moyens de prévention/protection sont suffisants.

## Mots-clés et paramètres
Les mots-clés utilisés lors d'une revue HAZOP sont généralement les suivants et sont supposés couvrir la plupart des situations pouvant amener à un risque :
| Mot-clé             | Définition                                                                                    |
| ------------------- | --------------------------------------------------------------------------------------------- |
| Aucun, pas de...    | L'intention n'est pas réalisé.                                                                |
| Plus de...          | Augmentation quantitative d'un paramètre                                                      |
| Moins de...         | Diminution quantitative d'un paramètre                                                        |
| Alors que...        | Une activité parallèle a lieu                                                                 |
| En partie           | Seulement une partie de l'intention est réalisée                                              |
| Inverse             | L'opposé logique de l'intention se produit                                                    |
| Différent de...     | La conséquence est tout à fait autre que l'intention ou une conséquence spécifique se produit |
| Autres mots-clés    |                                                                                               |
| Alors que           | Indique les flux, les transferts, les sources et les destinations.                            |
| Avant/après         | L'étape (ou en partie) est effetuée hors de la séquence prévue.                               |
| Trop tôt/trop tard  | L'étape est effectuée à un moment différent de l'intention.                                   |
| Trop vite/trop lent | L'étape est effectuée avec une rapidité différente de l'intention.                            |

Les paramètres utilisés sont par exemple : le débit, la pression, la température, le niveau, la viscosité, le temps, le pH, la séquence d'automatisme, la taille des particules...
Le tableau ci-dessous donne des exemples de combinaisons entre les mot-clés et les paramètres :
| Paramètre             | Aucun                    | Plus              | Moins                | Alors que                     | En partie          | Inverse           | Différent                       |
| --------------------- | ------------------------ | ----------------- | -------------------- | ----------------------------- | ------------------ | ----------------- | ------------------------------- |
| Débit                 | Aucun débit              | Débit supérieur   | Débit inférieur      | Déviation de la concentration |                    | Débit inverse     |                                 |
| Pression              | Vide                     | Pression haute    | Pression basse       |                               |                    |                   |                                 |
| Température           |                          | Température haute | Température basse    |                               |                    |                   |                                 |
| Niveau                | Pas de niveau            | Niveau haut       | Niveau bas           |                               |                    |                   |                                 |
| Temps                 | Étape de séquence sautée | Étape trop longue | Étape trop courte    | Actions supplémentaires       | Actions manquantes | Séquence inversée | Mauvais moment de déclenchement |
| Agitation             | Pas de mélange           | Trop de mélange   | Pas assez de mélange |                               |                    |                   |                                 |
| Défaillance d'utilité | Défaillance              |                   |                      |                               |                    |                   |                                 |
| Défaillance du SNCC   | Défaillance              |                   |                      |                               |                    |                   |                                 |